# Alano español
Alano espanhol[a](em castelhano:  Alano español) ou alão espanhol[a], também chamado de buldogue espanhol, é uma raça de cão originária da Espanha e utilizada como cão de agarre na caça de grandes animais como javalis, mas historicamente usado também contra touros.
O alano espanhol está fortemente relacionado ao dogue espanhol. Quase se extinguiu por completo no século XX, mas foi recuperado através de programas de cruzamentos. 
Alguns cinófilos consideram que o alano espanhol original tenha realmente se extinguido por completo, e que este cão moderno seja uma raça nova, similar fisicamente e com alguma relação genética.

## Aparência

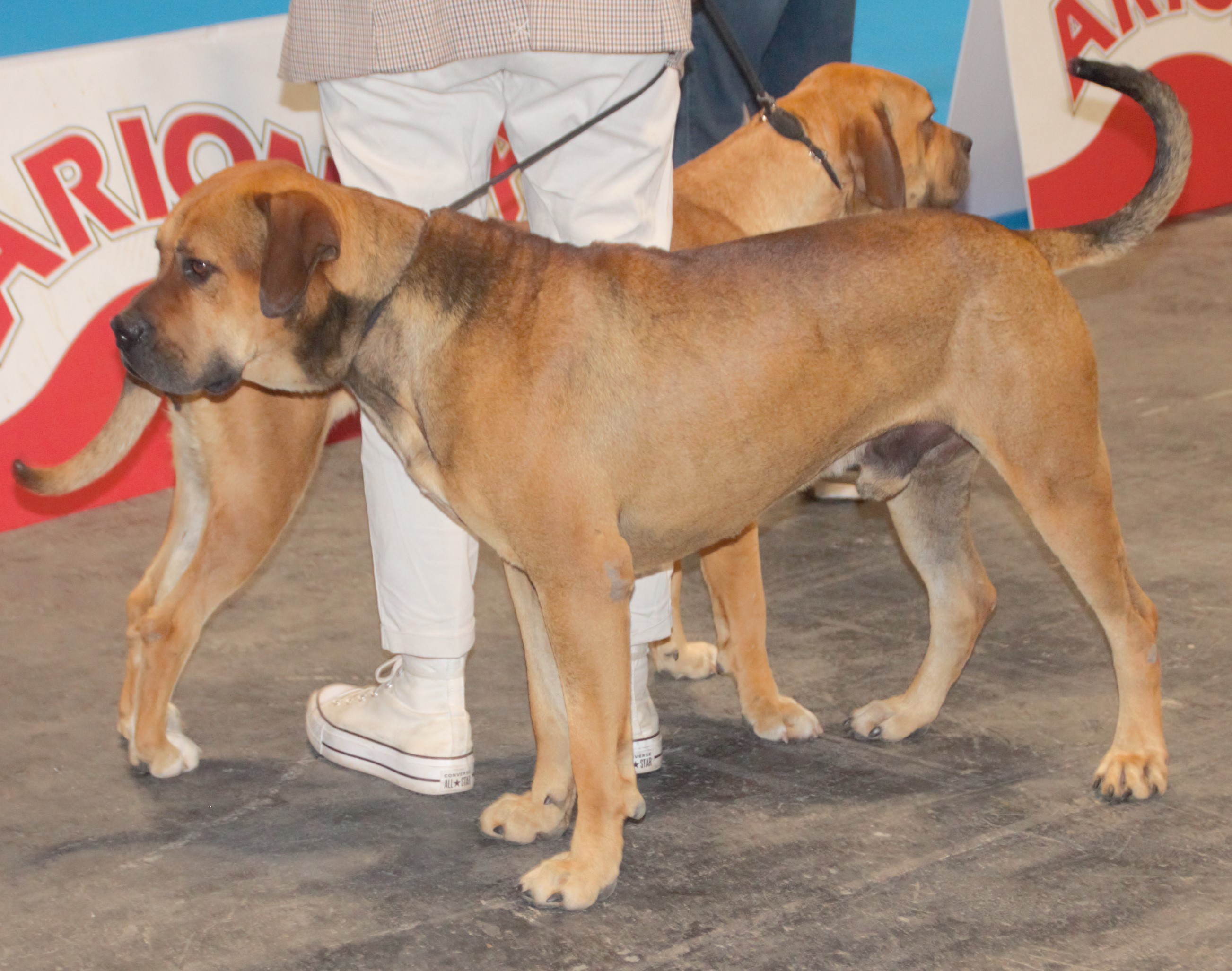
Cães alanos espanhóis com orelhas naturais em show de conformação

O alano espanhol é um cão grande do tipo molossóide, com uma cabeça grande e robusta. Os machos não devem ser menor do que 58 centímetros na altura da cernelha, e deve pesar entre 34 e 40 kg sendo que as fêmeas são ligeiramente menores.
A pelagem é curta e grossa, mas nunca aveludada, e é mais frequentemente um tigrado do que outras cores; fulvo, preto, ou cinzento são outras cores da raça. Peito branco é aceitável, mas não a prevalência de branco. Pode ou não ter focinho preto.
O focinho é curto e com o maxilar inferior ligeiramente côncava e muito grande, nariz largo preto. As orelhas são inseridas altas e pode ser naturais ou cortadas. A pele é muito espessa, com pregas no pescoço e algumas rugas no rosto.

## História
Alguns autores consideram que o alano espanhol descende de cães antigos extintos chamados Alaunt (Alanos), que eram bem distribuídos na Europa na Idade Média e utilizados na caça, no combate com touros e na guarda de gado desde a época dos Sármatas na Ásia Central, no século I.
A existência dos cães alanos na Espanha remonta há vários séculos, mas não está muito claro a sua origem. Alguns acreditam que esta raça molossóide foi difundida pela Europa pelos povos alanos, no século IV, de quem herdaram o nome, e foi levado para a Península Ibérica e norte da África pelos vândalos durante uma transumância.

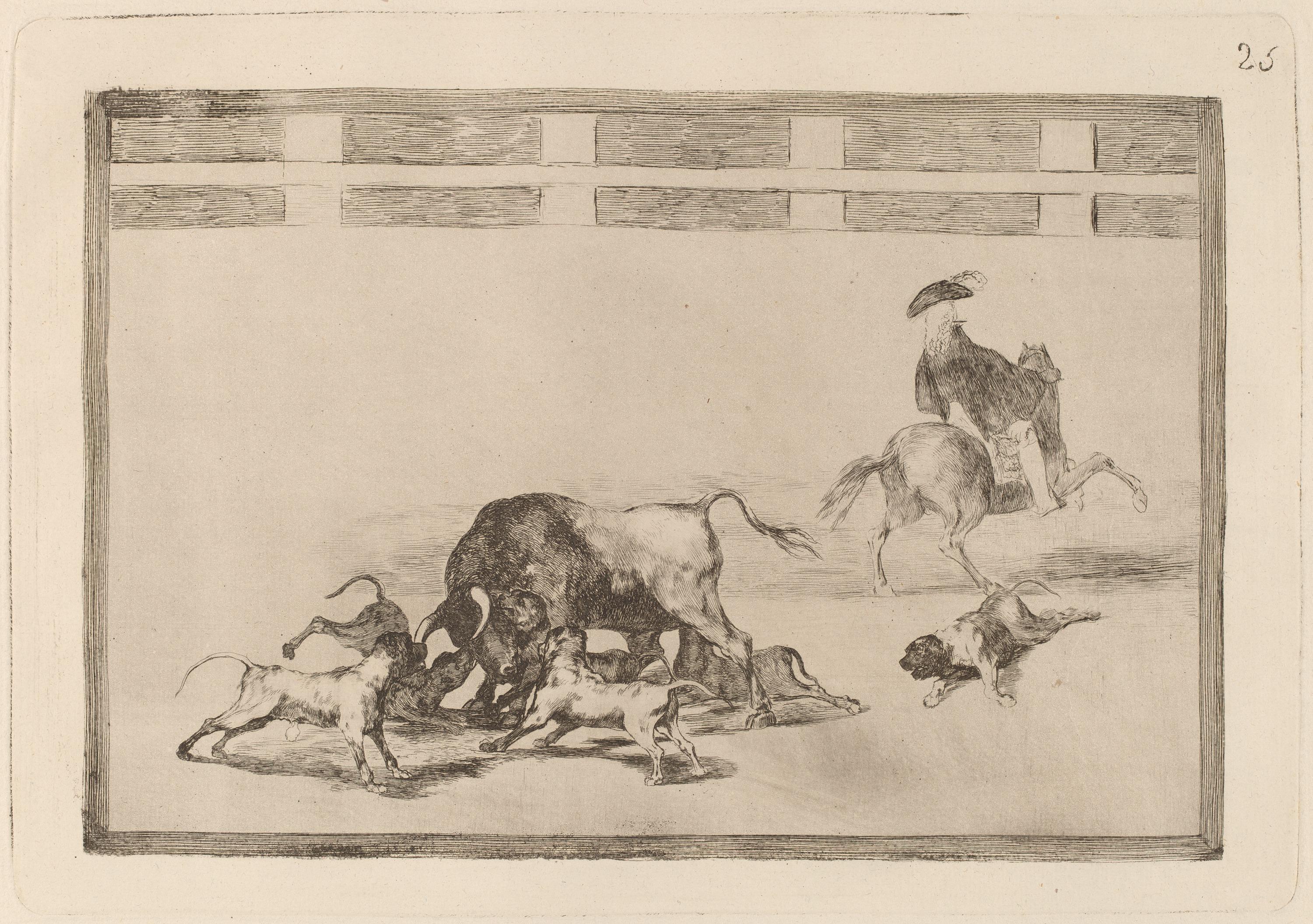
Gravura de Francisco de Goya retratando os cães espanhóis lutando contra touros em 1816.

Esses povos eram conhecidos por manter grandes cães boiadeiros que se tornaram a base para muitos tipos regionais de Alaunt na Europa. A primeira referência escrita formal sobre este tipo de cão na Espanha se encontra em um capítulo do "Livro da Caça de Alfonso XI" (Libro de la Montería de Alfonso XI) do século XIV, no qual os cães de caça chamados alanos são descritos como cães de belas cores. Os cães deste tipo viajaram com os exploradores espanhóis e foram usados como cães de guerra (como era o seu papel na Eurásia antes da migração) na subjugação dos povos índios (nativo americano), bem como na captura de escravos.
A luta entre um touro e cães alanos foi gravada por Francisco de Goya, em sua série sobre La Tauromaquia em 1816. Além de sua utilização na arena, os alanos também foram utilizados para outras caças como o javali.
Os cães de grande porte começaram a desaparecer à medida que o trabalho começou a mudar. A caça de grandes animais tornou-se rara, currais foram modernizados e já não usavam cães para prender o gado.  O uso de cães foi proibido em touradas. 
À partir de 1963 os cães alanos começaram a diminuir em número e quase foram extintos. Na década de 1970 um grupo de amadores e estudantes de veterinária fizeram pesquisas de casa em casa, no norte e oeste da Espanha, e encontraram alguns exemplares desses cães na região do Basco, Enkarterri e Cantábria, sendo usados para pastorear gado semi-selvagem e caçar animais selvagens como o javali. Os cães foram documentadas e reproduzidos, um padrão foi escrito e foram reconhecido como raça independente pela La Real Sociedad Canina de España apenas em 2004, apesar de que estudos anteriores na Universidade de Córdova já haviam esclarecido que o alano era uma raça distinta de qualquer outra raça a nível genético. 
O Ministério da Agricultura da Espanha reconhece o alano espanhol como uma raça autóctone espanhola.
Apesar de ser reconhecida na Espanha, a raça ainda é pouca populosa e não reconhecida internacionalmente por alguns kennel clubes como a FCI(Fédération Cynologique Internationale). 
Existem exemplares de alanos exportados para a América do Norte, onde alguns criadores estão promovendo o temperamento e a habilidade de caça da raça.

## Temperamento
Desde que a raça começou a ser utilizada para a caça em matilhas, passou a ser sociável com outros cães. Todos os cães de grande porte deve ser bem socializados com os seres humanos e outros animais quando jovens, se forem para ser como animais de estimação. Grandes cães caçadores, tais como o alano necessitam de atividades e exercícios regularmente.

## Raças similares
Os cães grandes que são similares na aparência e podem coincidir com a história dos alanos espanhóis, inclusive os molossos das Ilhas Canárias como o Dogo Canário (Perro de Presa Canario), o Mastim espanhol, o Dogo espanhol, e o sul-americano Cimarron Uruguayo, que também parece um pouco, e é descendente dos cães dos exploradores e conquistadores espanhóis.

## Controvérsias
Dados históricos recolhidos por estudiosos relatam que o verdadeiro Alano espanhol teria sido completamente extinto no início do século XX. E que portanto, o atual "Alano espanhol" é uma reconstrução do Antigo Alano Espanhol, e que esta reconstrução teria sido realizada através do cruzamento de diversas raças.